# Llaberia
Llaberia és un poble del municipi de Tivissa, a la comarca de Ribera d'Ebre. Està situat al vessant occidental de la serra de Llaberia. Al llogaret hi ha l'església romànica de Sant Joan construïda entre els segles xii i xiii i fou fortificada. També s'hi troba el Museu del Bast.

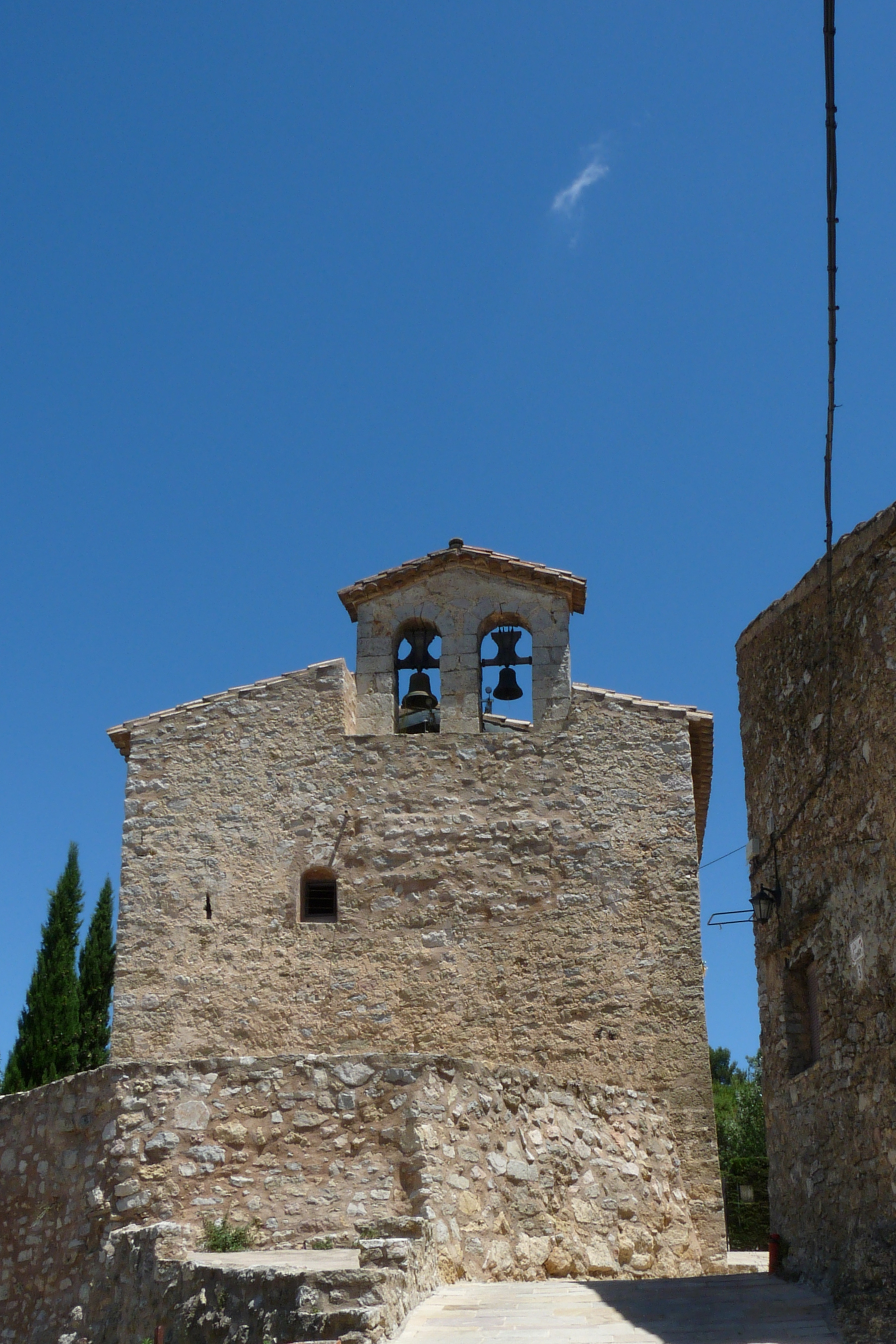
Església romànica de Llaberia (segles i)

El 2023 tenia 5 habitants censats.